# Sauber C29
La Sauber C29 è una di vettura di Formula 1 costruita dalla Sauber per partecipare al Campionato mondiale di Formula 1 2010

## Contesto

### L'addio di BMW e il ritorno di Peter Sauber
Il 29 luglio 2009 la BMW Sauber annuncia il ritiro dalle competizioni alla fine del campionato 2009: la casa bavarese saluta dunque la massima serie dopo quattro stagioni, nelle quali ha collezionato come miglior risultato solo una vittoria con Robert Kubica nel Gran Premio del Canada 2008 e il secondo posto nel mondiale costruttori nel 2007.
Il team viene quindi messo in vendita e iscritto dalla FIA come "team di riserva", aprendo anche alla possibilità di avere 26 vetture al via nel 2010. In origine, viene ufficializzata il 15 settembre 2009 la cessione della BMW Sauber a una società svizzera, la Qadbak Investments Ltd, ma la trattativa prende una svolta inaspettata e la BMW decide di vendere invece la squadra al suo proprietario originario: Peter Sauber. 
Il patron della squadra originaria riacquista dunque il team e ne garantisce la presenza al Mondiale, che viene ufficializzata dalla stessa FIA il 3 dicembre 2009, prendendo il posto dell'uscente Toyota..
A causa di questioni legali, però, la squadra mantiene provvisoriamente il nome BMW Sauber e si iscrive al mondiale come BMW Sauber Ferrari, questo poiché viene raggiunto un accordo con la Ferrari per la fornitura dei motori, i quali, a differenza di quanto successo in passato, non sono rimarchiati Petronas, in quanto il gruppo petrolifero malese aveva terminato l'accordo di sponsorizzazione per passare con la Mercedes, altro team rientrante in Formula 1.

### Piloti
Il 17 dicembre 2009 il pilota giapponese Kamui Kobayashi, rimasto a piedi dopo l'abbandono della Toyota, con cui ha esordito nelle ultime gare della passata stagione, viene ufficializzato dalla Sauber come pilota titolare per il 2010. Per quanto riguarda il secondo sedile, si sono fatti inizialmente i nomi di Jarno Trulli, anch'egli ex pilota della casa giapponese, e di Giancarlo Fisichella, terzo pilota Ferrari con cui ha avuto modo anche di disputare metà della passata stagione al posto dell'infortunato Felipe Massa. A entrambi viene preferito però lo spagnolo Pedro de la Rosa, ex collaudatore McLaren che torna a correre in veste di pilota ufficiale per la prima volta dal Gran Premio del Brasile 2006

## Presentazione
La Sauber C29, che riprende la vecchia numerazione lasciata a fine 2005, è stata presentata il 31 gennaio 2010 sul Circuito Ricardo Tormo, a Valencia.

## Livrea

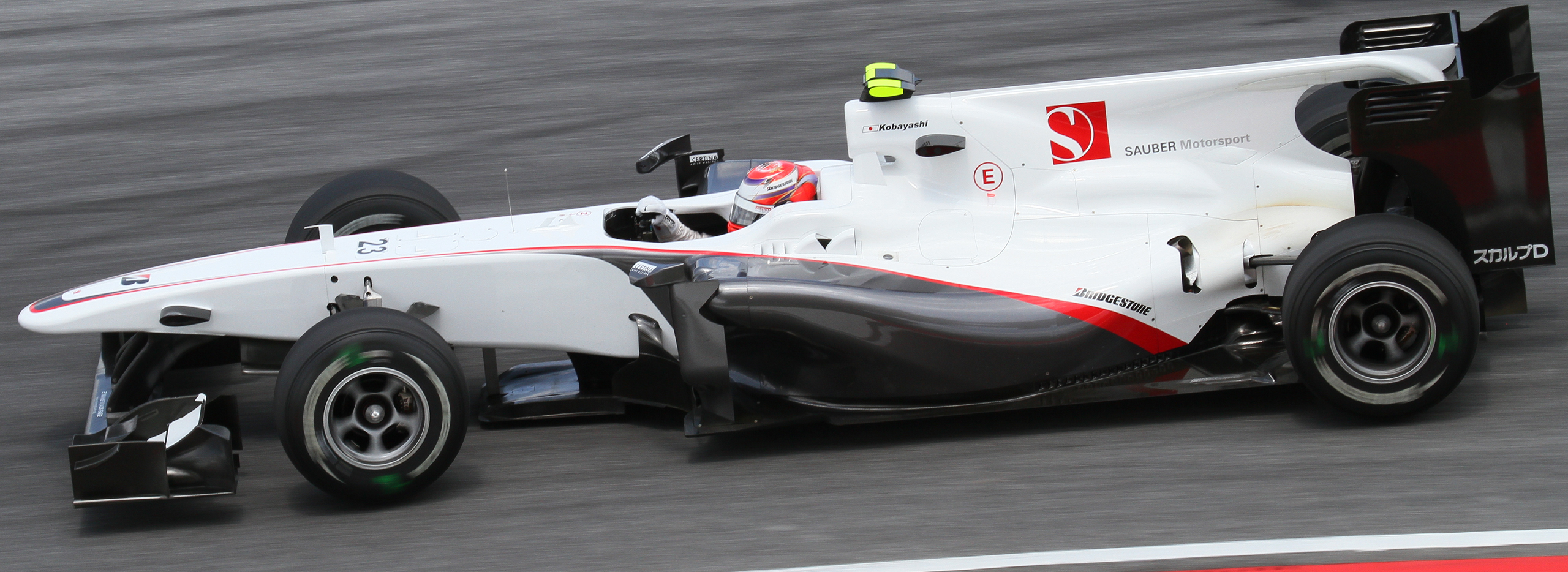
Vista laterale della BMW Sauber C29

La vettura presenta una colorazione per lo più bianca, in cui spicca un'ampia banda nera bordata di rosso, che dal musetto si allunga fino alle pance laterali; sul cofano motore è presente il solo logo Sauber e in tutto il corpo vettura non sono presenti sponsor, salvo il marchio orologiaio Certina sugli specchietti retrovisori. Il 28 febbraio, durante l'ultimo giorno dei test svolti a Barcellona, ha presentato la scritta "See you in Bahrain March 12-14" (ci vediamo in Bahrain il 12-14 marzo) sul cofano-motore.
Nelle due gare disputate in Spagna (Barcellona e Valencia) appare sui lati della centina il logo Burger King, mentre a Suzuka quello della Suzuka Planex Group e MJ Co. Ltd.

## Caratteristiche tecniche

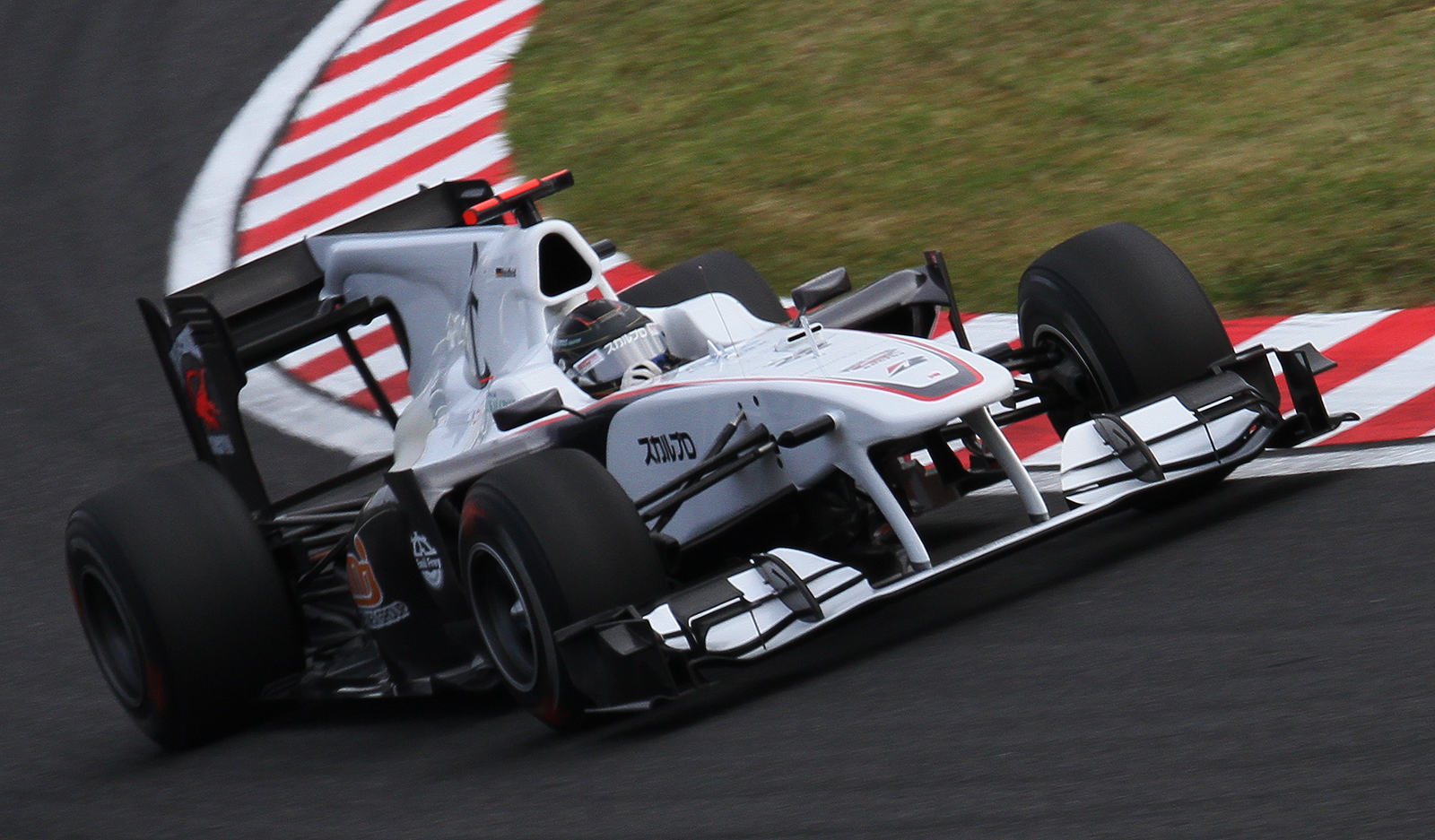
Nick Heidfeld alla guida della C29 nel Gran Premio del Giappone

### Telaio e aerodinamica
La monoposto è fondamentalmente nata dai progetti già fatti dalla vecchia BMW Sauber per l'ipotetica vettura 2010, prima di annunciare il ritiro. I tecnici del team elvetico si sono limitati ad adattare il telaio al nuovo motore e cambio.
A causa di ciò vi sono infatti sostanziali somiglianze con la vecchia F1.09, come il muso, rimasto alto e spiovente (ma più scavato in modo da indirizzare i flussi d'aria sotto la vettura verso il doppio diffusore), l'alettone posteriore, l'ala anteriore e la "pinna di squalo", l'airscope rimane triangolare e sotto di esso sono stati aggiunti due supporti ad ala di gabbiano.
Viene rivisto il disegno delle pance, ora con bocche più ristrette e meglio adattate alle nuove masse radianti, così come viene rivista anche la lunghezza totale dell'auto, che per regolamento ora ha un serbatoio più capiente.

### Meccanica
Lo schema delle sospensioni, sia per la Sauber che per quasi tutte le sue avversarie è quello tradizionale, ovvero push-rod anteriore e pull-rod posteriore. Il motore viene fornito dalla Ferrari ed è lo stesso montato sulla Ferrari F10, vale a dire il Ferrari Tipo 056, V8 di cilindrata 2.4 dal peso minimo di appena 95 kg. Anche la trasmissione a sette rapporti con comando sequenziale è fornita dalla Rossa.

## Piloti
| Piloti ufficiali    | Piloti ufficiali  | Piloti ufficiali  |
| Nazione             | Nome              | Numero            |
| ------------------- | ----------------- | ----------------- |
| Spagna (bandiera)   | Pedro de la Rosa  | 22                |
| Germania (bandiera) | Nick Heidfeld     | 22                |
| Giappone (bandiera) | Kamui Kobayashi   | 23                |
| Collaudatori        |                   |                   |
| Nazione             | Nome              | Nome              |
| Messico (bandiera)  | Esteban Gutiérrez | Esteban Gutiérrez |

## Stagione 2010

### Test

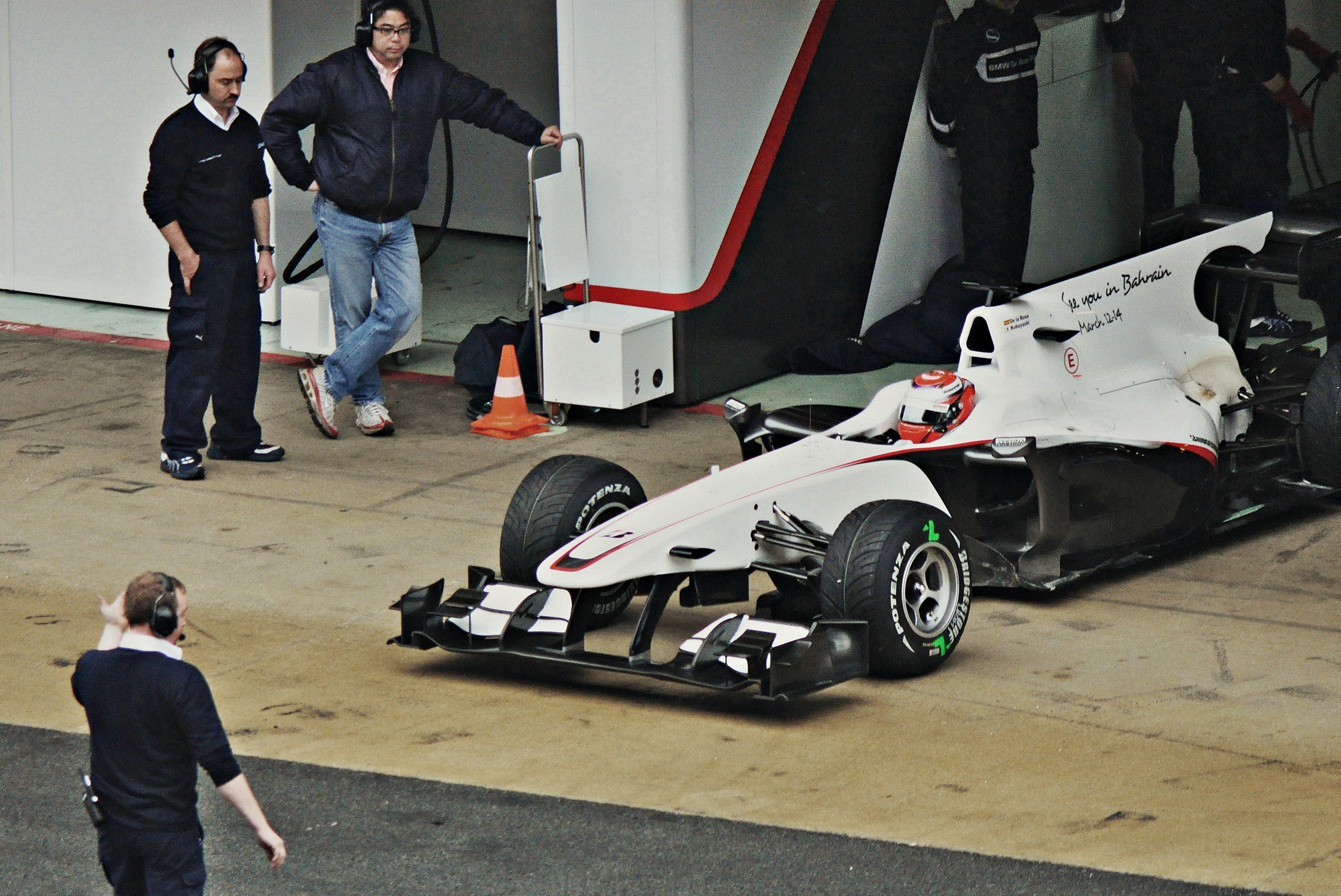
Pedro de la Rosa esce dai box in occasione dei test pre-campionato

I test, a Valencia, sono iniziati nel miglior modo, col secondo miglior tempo di Pedro de la Rosa,  il 1º febbraio e il 3 febbraio. Anche Kobayashi, utilizzato per i test il giorno 2, è stato battuto solo dalla Ferrari di Felipe Massa.
Anche nella sessione successiva di test, svolti a Jerez, la vettura si è ben comportata col miglior tempo fatta segnare da Kobayashi il secondo giorno, e il secondo per de la Rosa il giorno seguente. Nella terza sessione, nuovamente a Jerez, la C29 non riesce più a far segnare i tempi migliori ma Kobayashi è comunque terzo l'ultimo giorno.
Anche l'ultima sessione di test, svolta a Barcellona, dal 25 al 28 febbraio, ha confermato le buone prestazioni della vettura.

### Campionato

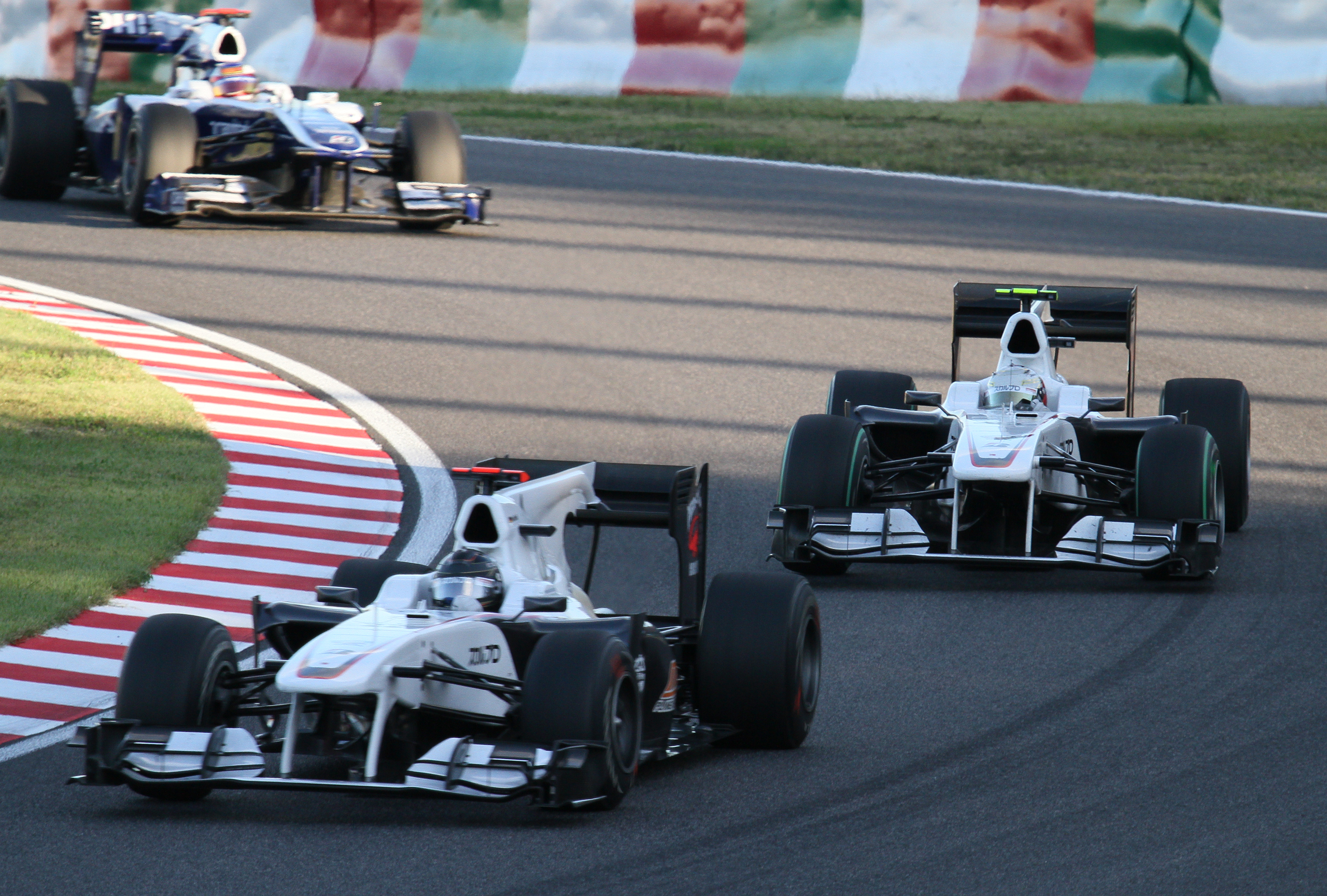
Le due BMW Sauber di Nick Heidfeld e Kamui Kobayashi durante il Gran Premio del Giappone

Tuttavia, la Sauber si rivela essere poco competitiva e soprattutto poco affidabile in tutto l'arco del campionato e i primi problemi iniziano a sorgere già al debutto, in Bahrain: Sia de la Rosa che Kobayashi non passano infatti la Q2 e in gara si ritirano entrambi per un problema idraulico. In Australia solo de la Rosa termina la gara, risultando l'ultimo a pieni giri e a un minuto dal vincitore, mentre Kobayashi si ritira per un contatto al via; il giapponese migliora poi in qualifica a Sepang, riuscendo ad accedere per la prima volta in carriera alla Q3, ma il motore lo tradisce in gara, mentre de la Rosa, a causa dello stesso problema, non parte nemmeno. 
La situazione è disastrosa: dopo sei gare la Sauber è ultima in classifica con Virgin, HRT e Lotus, arrivando al traguardo in sole due occasioni e collezionando solo ritiri.
Dal Gran Premio di Turchia in poi, però, le cose migliorano: Kobayashi torna in Q3 al sabato, mentre chiude in decima posizione alla domenica con de la Rosa subito dietro, cogliendo finalmente i primi punti stagionali e i primi punti per il team dal rientro in Formula 1 (l'ultimo arrivo a punti risaliva infatti a 5 anni prima, in occasione del Gran Premio di Cina 2005). Il nipponico si ripete poi a Valencia e Silverstone dove, seppur non partendo nei primi 10, riesce ad andare a punti con un 7º e un 6º posto; nel Gran Premio europeo, riesce addirittura anche a condurre buona parte della gara in zona podio e a sopravanzare la Ferrari di Fernando Alonso nel finale.
De la Rosa invece riesce ad entrare in Q3 per la prima volta in stagione in Gran Bretagna e si ripete in Ungheria, gara dove riesce anche a chiudere al settimo posto, completando il primo arrivo a punti di entrambe le vetture nella stessa gara e tornando all'appuntamento con i punti iridati quattro anni dopo il Gran Premio del Brasile 2006, quando guidava ancora per la McLaren.
Tuttavia, questo resta l'unico arrivo a punti in stagione e l'ultimo arrivo a punti in Formula 1 per lo spagnolo che, battuto nel confronto diretto da Kobayashi sia in prova che in gara, viene rimpiazzato dal rientrante Nick Heidfeld a partire dal Gran Premio di Singapore: il tedesco ha debuttato nella massima serie con la Prost nel 2000 ed è stato titolare nella ex-BMW nella passata stagione, oltre ad aver già guidato per la stessa Sauber dal 2001 al 2003.
Nel finale di stagione, la vettura sembra essere solo una lontana parente di quella lenta e inaffidabile delle prime gara, prova del fatto che Kobayashi, nonostante non acceda mai alla Q3, va nuovamente a punti in Belgio, Giappone, Corea e Brasile, ottenendo 15 punti totali che, sommati ai 6 fatti da Heidfeld in Giappone e Corea, contribuiscono all'ottavo posto finale tra i costruttori a fine 2010.

## Risultati F1
| Anno | Team               | Motore                       | Gomme | Piloti     |     |     |     |     |     |     |    |     |    |     |    |   |    |     |     |   |   |    |    | Punti | Pos. |
| ---- | ------------------ | ---------------------------- | ----- | ---------- | --- | --- | --- | --- | --- | --- | -- | --- | -- | --- | -- | - | -- | --- | --- | - | - | -- | -- | ----- | ---- |
| 2010 | BMW Sauber F1 Team | Ferrari Tipo 056, 2.4 V8 90° | B     | de la Rosa | Rit | 12  | NP  | Rit | Rit | Rit | 11 | Rit | 12 | Rit | 14 | 7 | 11 | 14  |     |   |   |    |    | 44    | 8º   |
| 2010 | BMW Sauber F1 Team | Ferrari Tipo 056, 2.4 V8 90° | B     | Kobayashi  | Rit | Rit | Rit | Rit | 12  | Rit | 10 | Rit | 7  | 6   | 11 | 9 | 8  | Rit | Rit | 7 | 8 | 10 | 14 | 44    | 8º   |
| 2010 | BMW Sauber F1 Team | Ferrari Tipo 056, 2.4 V8 90° | B     | Heidfeld   |     |     |     |     |     |     |    |     |    |     |    |   |    |     | Rit | 8 | 9 | 17 | 11 | 44    | 8º   |

| Legenda | 1º posto     | 2º posto | 3º posto    | A punti         | Senza punti/Non class.  | Grassetto – Pole position Corsivo – Giro più veloce |
| Legenda | Squalificato | Ritirato | Non partito | Non qualificato | Solo prove/Terzo pilota | Grassetto – Pole position Corsivo – Giro più veloce |